# Michał Jonczyk
Michał Jonczyk (ur. 11 marca 1992 w Piotrkowie Trybunalskim) – polski piłkarz występujący na pozycji pomocnika. W trakcie swojej kariery występował m.in. w Płomieniu Jerzmanowice, Sandecji Nowy Sącz, Górniku Zabrze, Widzewie Łódź oraz Motorze Lublin. Były młodzieżowy reprezentant Polski.
Zakończył karierę w 2014 z powodu powracającej kontuzji kolana (zerwanie więzadeł krzyżowych). Następnie razem z innym byłym zawodnikiem, Konradem Czapeczką założył firmę pomagającą piłkarzom w prowadzeniu kariery.